# Лепојевић
Лепојевић је насеље у Србији у општини Рековац у Поморавском округу. Према попису из 2022. било је 227 становника.

## Историја
До Другог српског устанка Лепојевић се налазио у саставу Османског царства. Након Другог српског устанка Лепојевић улази у састав Кнежевине Србије и административно је припадао Јагодинској нахији и Левачкој кнежини све до 1834. године када је Србија подељена на сердарства.
Овде се налазе Запис дуд (Лепојевић) и Запис храст на Бачевишту (Лепојевић).

## Демографија
У насељу Лепојевић живи 315 пунолетних становника, а просечна старост становништва износи 47,5 година (45,7 код мушкараца и 49,4 код жена). У насељу има 106 домаћинстава, а просечан број чланова по домаћинству је 3,42.
Ово насеље је у потпуности насељено Србима (према попису из 2002. године), а у последња три пописа, примећен је пад у броју становника.
|  |

| Демографија | Демографија | Демографија |
| Година      | Становника  | Становника  |
| ----------- | ----------- | ----------- |
| 1948.       | 505         |             |
| 1953.       | 551         |             |
| 1961.       | 541         |             |
| 1971.       | 518         |             |
| 1981.       | 471         |             |
| 1991.       | 423         | 414         |
| 2002.       | 362         | 377         |

| Етнички састав према попису из 2002.‍ | Етнички састав према попису из 2002.‍ | Етнички састав према попису из 2002.‍ | Етнички састав према попису из 2002.‍ | Етнички састав према попису из 2002.‍ |
| ------------------------------------ | ------------------------------------ | ------------------------------------ | ------------------------------------ | ------------------------------------ |
|                                      |                                      |                                      |                                      |                                      |
| Срби                                 | Срби                                 |                                      | 362                                  | 100,0%                               |
| непознато                            | непознато                            |                                      | 0                                    | 0,0%                                 |

| Лепојевић у пописима Јагодинске нахије — од 1818. до 1829.                        |       |       |       |       |       |       |          |       |       |       |       |       |
| Година пописа                                                                     | 1818. | 1819. | 1820. | 1821. | 1822. | 1823. | 1824/25. | 1825. | 1826. | 1827. | 1828. | 1829. |
| Куће                                                                              | 30    | 30    | 28    | 29    | 30    | 30    | 30       | 30    | 31    | 32    | 32    | 31    |
| Пореске главе*                                                                    | -     | 38    | 37    | 36    | 38    | 41    | 40       | 35    | 35    | 35    | 35    | 38    |
| Арачке главе**                                                                    | 72    | 82    | 81    | 81    | 82    | 81    | 84       | 81    | 83    | 84    | 84    | 85    |
| *Пореске главе = Ожењени мушкарци \| ** Арачке главе = Мушкарци од 7 до 70 година |       |       |       |       |       |       |          |       |       |       |       |       |

| Година пописа     | 1948. | 1953. | 1961. | 1971. | 1981. | 1991. | 2002. |
| ----------------- | ----- | ----- | ----- | ----- | ----- | ----- | ----- |
| Број домаћинстава | 94    | 99    | 116   | 112   | 115   | 106   | 106   |

| Број чланова      | 1  | 2  | 3  | 4  | 5  | 6  | 7 | 8 | 9 | 10 и више | Просек |
| ----------------- | -- | -- | -- | -- | -- | -- | - | - | - | --------- | ------ |
| Број домаћинстава | 24 | 21 | 15 | 12 | 13 | 11 | 8 | 2 | 0 | 0         | 3,42   |

| Пол    | Укупно | Неожењен/Неудата | Ожењен/Удата | Удовац/Удовица | Разведен/Разведена | Непознато |
| ------ | ------ | ---------------- | ------------ | -------------- | ------------------ | --------- |
| Мушки  | 162    | 36               | 108          | 17             | 0                  | 1         |
| Женски | 162    | 16               | 112          | 32             | 2                  | 0         |
| УКУПНО | 324    | 52               | 220          | 49             | 2                  | 1         |

| Пол    | Укупно                    | Пољопривреда, лов и шумарство | Рибарство                            | Вађење руде и камена | Прерађивачка индустрија       |
| ------ | ------------------------- | ----------------------------- | ------------------------------------ | -------------------- | ----------------------------- |
| Мушки  | 90                        | 71                            | 0                                    | 0                    | 4                             |
| Женски | 72                        | 63                            | 0                                    | 0                    | 2                             |
| УКУПНО | 162                       | 134                           | 0                                    | 0                    | 6                             |
| Пол    | Производња и снабдевање   | Грађевинарство                | Трговина                             | Хотели и ресторани   | Саобраћај, складиштење и везе |
| Мушки  | 0                         | 0                             | 7                                    | 0                    | 2                             |
| Женски | 0                         | 0                             | 0                                    | 1                    | 0                             |
| УКУПНО | 0                         | 0                             | 7                                    | 1                    | 2                             |
| Пол    | Финансијско посредовање   | Некретнине                    | Државна управа и одбрана             | Образовање           | Здравствени и социјални рад   |
| Мушки  | 1                         | 0                             | 2                                    | 2                    | 1                             |
| Женски | 1                         | 0                             | 0                                    | 4                    | 1                             |
| УКУПНО | 2                         | 0                             | 2                                    | 6                    | 2                             |
| Пол    | Остале услужне активности | Приватна домаћинства          | Екстериторијалне организације и тела | Непознато            | Непознато                     |
| Мушки  | 0                         | 0                             | 0                                    | 0                    | 0                             |
| Женски | 0                         | 0                             | 0                                    | 0                    | 0                             |
| УКУПНО | 0                         | 0                             | 0                                    | 0                    | 0                             |